# 이학사
이학사(理學士, Bachelor of Science; BS, BSc, B.Sc., SB, ScB; 라틴어 scientiae baccalaureus에서 유래)는 일반적으로 3년에서 5년간의 과정을 이수한 후 수여되는 학사 학위이다.
최초로 이학사 학위를 수여한 대학은 1860년 런던 대학교였다. 미국에서는 1851년 로렌스 과학 학교가 처음으로 이 학위를 수여했으며, 1855년 미시간 대학교가 그 뒤를 이었다. 하버드 대학교의 과학 대학 학장이었던 너새니얼 셰일러는 개인 서신에서 "이학사 학위가 우리 제도에 도입된 것은 루이 아가시의 영향 때문이었다. 그는 이 학교의 계획을 수립하는 데 많은 기여를 했다"라고 기술했다.:48
특정 학문 분야에서 이학사 또는 문학사 학위 중 어느 것을 수여할지는 대학에 따라 다르다. 예를 들어, 경제학 전공 학생이 한 대학에서는 문학사로 졸업하지만 다른 대학에서는 이학사로 졸업할 수 있으며, 때로는 두 가지 선택지가 모두 제공되기도 한다. 일부 대학은 옥스퍼드와 케임브리지의 전통을 따라 수학과 과학 분야의 졸업생들에게도 문학사 학위를 수여하는 반면, 다른 교육 기관들은 비과학 분야에서조차 이학사 학위만을 제공한다.
동일한 학문 분야에서 문학사와 이학사 학위를 모두 제공하는 대학의 경우, 이학사 학위는 일반적으로 해당 분야에 더 집중되어 있으며 대학원 진학이나 관련 분야의 전문직을 목표로 하는 학생들을 대상으로 한다.

## 교과 목록
국가와 관계없이 이학사 프로그램에서 제공되는 교과목은 다음과 같다.
- 인류학
- 농학
- 생물학
- 컴퓨터 과학
- 미생물학
- 수학
- 심리학
- 통계학
- 생화학
- 생명공학
- 식물학
- 경제학
- 물리학
- 환경과학
- 간호학
- 프로그래밍
- 지질학
- 산업화학
- 동물학
- 화학
- 정보기술
- 유전학
- 지리학
- 기상학

## 같이 보기
- 과학 석사

## 주해
1. ↑  E.g., West Virginia University (WVU) BS in Economics;[5] WVU BA in economics[6]
2. ↑  E.g., Wesleyan University[7]
3. ↑  E.g., Georgia Institute of Technology's BS degrees in International Affairs and Modern Languages and in Applied Languages and Intercultural studies[8]